# Salvia abrotanoides
Salvia abrotanoides, vrsta je azijske kadulje, polugrm iz porodice usnača raširen po srednjoj i zapadnoj Aziji, Mongoliji i Kini, te Indiji (Jammu & Kashmir, Nubra, Dras, Ladakh) i Pakistanu.

## Istraživanja
Salvia abrotanoides smatra se ljekovitom biljkom i široko je rasprostranjena u Iranu. U iranskoj tradicionalnoj medicini također se koristi za liječenje lišmanioze, malarije, ateroskleroze, kardiovaskularnih bolesti i kao dezinficijens. Ovo istraživanje imalo je za cilj utvrditi anti-Candida komponentu iz S. abratonoides i anti-Trichomonas prirodne spojeve iz stabljike ove biljke.

### Eksperimentalni pristup
Biljni izdanci su sakupljeni, osušeni i nakon uklanjanja lišća samljeveni. Osušeni biljni materijal ekstrahiran je u spremniku za maceraciju, koncentriran Rotavapom (rotirajući isparivač), odmašćen i frakcioniran normalnom kromatografijom na koloni. Na temelju antifungalnog probira protiv vrsta Candida, Fr. 4, s većim djelovanjem protiv gljivica, odabran je za fitokemijsku analizu, različitim kromatografskim metodama na koloni silikagela i Sephadex LH-20. Izolirani spojevi razjašnjeni su NMR analizom, masenim spektrom i ultraljubičastom spektroskopijom. Antifungalni učinci ispitani su uporabom suspenzije gljivica, inkubacije i metoda brojanja parazita na pročišćenim spojevima. Antibakterijski učinci procijenjeni su pomoću testa razrjeđivanja bujona i prijavljeni prema MIC parametru.

### Nalazi i rezultati:
Dva diterpenoidna spoja nazvana karnosol (spoj 1), 11-hidroksi-12-metoksi-20-norabiata-8, 11, 13-trien (spoj 2) i flavonoid: 6,7-dimetoksi-5, 4'-dihidroksiflavon (spoj 3) izolirani su i identificirani. Spoj 1 imao je selektivne antifungalne učinke protiv C. albicans, C. glabrata i C. parapsilosis, ali slabu toksičnost protiv Trichomonas vaginalis s IC50 od 675,8 μg/mL, manje od metronidazola s IC50 od 13,2 μg/mL.

## Sinonimi
- Perovskia abrotanoides Kar.; Bull. Soc. Imp. Naturalistes Moscou 14: 15 (1841)
- Perovskia artemisioides Boiss.; Diagn. Pl. Orient. ser. 2, 4: 15 (1859)